# لوزة
اللوزتان مجموعة من أعضاء الجهاز اللمفي، متّجهة إلى داخل الجهاز الهضمي الهوائي، وتعرف بحلقة فالداير اللوزية وتتكون من زائدة أنفية (أو اللوزتين البلعوميتين)، ولوزتين نفيريتين اثنتنين، ولوزتين حنكيتين اثنتين، ولوزات لسانية. تلعب هذه الأعضاء دورًا مهمًا في جهاز المناعة.
يشير المصطلح الأكثر شيوعًا على وجه التحديد إلى اللوزتين الحنكيتين، وهما عضوان لمفاويان يقعان على جانبي الجزء الخلفي من الحلق البشري. اللوزتان الحنكية واللوزة الغدانية هما عضوان يتكونان من نسيج لمفاوي ظهاري يقع بالقرب من بلعوم ( أجزاء من الحلق).

## من أنواع اللوز
لللوز نوعان آخران:
يسمى أحدها اللوز البلعومية وهي التي تسمى بالغُدَّانيَّات وهي موجودة في أقصى الحلق قريبة من القناة الأنفية.
ويسمى الآخر باللوز اللسانية وهي موجودة في أقصى اللسان.
وهذه الأنواع الثلاثة من اللوز تشكل حلقة تحيط بأقصى الحلق.

## أهمية اللوز
يرى عدد من علماء الطب أن أهمية اللوز تكمن في حمايتها للجهازين التنفسي والهضمي من العدوى.

## مكونات اللوز
وتتكون اللوز من نسيج يسمى علمياً بالنسيج اللمفاوي وهو نسيج يقوم بإفراز كريات الدم البيضاء التي تسمى أيضاً بالكريات اللمفاوية وهي الكريات المناعية التي تقاوم العدوى عبر إفرازها أجساماً مضادة للفيروسات والبكتيريا والجراثيم وتعطل قدرتها على الإيذاء.
يوجد فيها حفر عميقة تسمى بالتجاويف الغدية الصغيرة وهي تجاويف تتراكم فيها بعض الأطعمة والبكتيريا. كما تحتوي اللوزة اللسانية على تجويف غُدّي صغير. بينما اللوزة البلعومية خالية من أي تجويف غُدّي.

## التركيب
يولد الإنسان بأربعة أنواع من اللوزتين: اللوزتين البلعوميتين، واللوزتين البوقيتين، واللوزتين الحنكيتين، واللوزتين اللسانيتين.
| النوع                                  | ظهارة                                         | Capsule             | الخبايا                           | الموقع                                                     |
| -------------------------------------- | --------------------------------------------- | ------------------- | --------------------------------- | ---------------------------------------------------------- |
| زائدة أنفية (يُطلق عليه أيضًا "اللحمية") | نسيج طلائي عمادي طبقي كاذب (نسيج طلائي تنفسي) | مغلّفة بشكلٍ غير كامل | طيات صغيرة – توصف أحيانًا بالخبايا | سقف البلعوم                                                |
| لوزة نفيرية                            | أهداب عمودية كاذبة (ظهارة الجهاز التنفسي)     |                     |                                   | سقف البلعوم                                                |
| لوزة حنكية                             | نسيج طلائي حرشفي طبقي                         | مغلفة بشكلٍ غير كامل | طويلة، متفرعة                     | جانبيّ البلعوم بين الحنك اللساني والأقواس الحنكية البلعومية |
| لوزة لسانية                            | حرشفية طبقية غير كيراتينية                    | مغلفة بشكل غير كامل | طويلة، غير متفرعة                 | خلف اللسان                                                 |

### التطوّر
تصل اللوزتان الحنكيتان إلى أكبر حجم لها عند بلوغ الإنسان، ثم تضمر تدريجياً بعد ذلك. مع ذلك، تكون اللوزتان أكبر مقارنةً بقطر الحلق عند الأطفال الصغار. أما لدى البالغين، يصل طول كل لوزة حنكية عادىً قرابة 2.5 سم وعرضها 2.0سم وسمكها 1.2 سم.
تنمو اللحمية حتى سن الخامسة، وتبدأ بالانكماش في سن السابعة وتصبح صغيرة الحجم في مرحلة البلوغ.[بحاجة لمصدر طبي]

## الوظيفة
تُعتبرُ اللوزتان من الأعضاءِ ذات الكفاءة المناعية التي تعمل كخط دفاع أول للجهاز المناعي ضد مسببات الأمراض الغريبة المبتَلَعة أو المستنشَقَة، وعلى هذا النحو، كثيرًا ما تمتلئ اللوزتان بالدم للمساعدة في الاستجابات المناعية للأمراض الشائعة مثل نزلات البرد. تحتوي اللوزتان على خلايا متخصصة لالتقاط المستضدات تسمى خلايا ميكروفولد (خلايا M) تسمح بامتصاص المستضدات التي تنتجها مسببات الأمراض. تنبّه هذه الخلايا M بعد ذلك الخلايا البائية والخلايا التائية الموجودة في اللوزتين بوجود العامل المُمرض لتحفيز الاستجابة المناعية. تُنشّط الخلايا البائية وتتكاثر في مناطق تسمى المراكز الجرثومية في اللوزتين. هذه المراكز الجرثومية هي الأماكن التي تنشأ فيها خلايا الذاكرة البائية وإنتاج الغلوبيولين المناعي أ.

## من أمراضها
من الأمراض التي تصيبها، الالتهابُ .

## اختلاف حجمها بمرور الوقت
يصغر حجم اللوز كلما تقدم الإنسان في العمر.